# Aneika Henry
Aneika Anna-Kay Henry, coniugata Morello (13 febbraio 1986), è un'ex cestista giamaicana naturalizzata azera, professionista nella WNBA.

## Carriera
A febbraio 2015 viene ingaggiata dalla Umana Reyer Venezia